# María Eugenia Guzmán
María Eugenia Guzmán Pérez (8 de setembre de 1945-1996) és una extennista equatoriana.
L'equip equatorià va participar en una sola ocasió en el Grup Mundial de la Copa Federació i ho va fer gràcies a Guzmán i Ana María Ycaza. Van superar la primera ronda contra l'equip iranià però no van poder fer el mateix amb l'equip francès.
Va participar en els Jocs Olímpics de Ciutat de Mèxic (1968) en l'esdeveniment de tennis, que fou esport de demostració i d'exhibició. Va disputar totes les proves en les quals podia participar, les tres de demostració (individual, dobles femenins amb Ana María Ycaza i dobles mixts amb Francisco Guzmán) i les tres d'exhibició (individual, dobles femenins amb Suzana Petersen i dobles mixts amb Francisco Guzmán). Va aconseguir dues medalles de bronze en les proves d'exhibició individual i dobles femenins.